# Circondario di Belzig
Il circondario di Belzig (in tedesco Kreis Belzig) era un circondario della Repubblica Democratica Tedesca, parte del distretto di Potsdam. La sede amministrativa si trovava nella città di Belzig.

## Storia
Il circondario di Belzig fu istituito il 25 luglio 1952 con la riforma amministrativa della RDT; si estendeva comprendendo  parte dei territori dei disciolti circondari di Zauch-Belzig e di Burg.
Il 17 maggio 1990 assunse il nuovo status di Landkreis Belzig (circondario territoriale di Belzig), e poco dopo, in seguito alla riunificazione tedesca, divenne parte del nuovo Stato federato del Brandeburgo.
Il 6 dicembre 1993, nell'ambito della riforma amministrativa del Brandeburgo, il circondario di Belzig venne soppresso; le città e i comuni che lo componevano passarono tutti al circondario di Potsdam-Mittelmark appena istituito.